# Lu Mocchi
Mocchi (sinh ngày 8 tháng 6 năm 1990) là ca sĩ và nhà sáng tác người Uruguay.

## Tiểu sử
Luciana Mocchi sinh tại Montevideo, nơi cô bắt đầu quá trình đào tạo âm nhạc vào năm 8 tuổi. Cô tham gia vào các lớp học piano tại Trường Virgilio Scarabelli Alberti và tiếp tục theo học tại W. Kolischer Conservatory. Tại tuổi 13, cô bắt đầu chơi guitar và bass, và tham gia vào nhiều ban nhạc và giữ vị trí là tai guitar, tay bass và hát chính.
Năm 2009, cô thắng giải "Canto Joven – Movida Joven 2009" và một đề cử cho sáng tác xuất sắc nhất, được cấp bởi Đô thị Montevideo. Một năm sau đó, cô nhận giải thưởng tương tự và nhận đề cử độc nhất cho sáng tác xuất sắc nhất.
Nhờ có nhạc sĩ người Chile Edgardo "Yayo" Serka, tay trống của ca sĩ người Mexico Lila Downs, cô đã vài lần xuất hiện và có chuyến lưu diễn tại Hoa Kỳ, với các nhạc sĩ có trụ sở tại quốc gia đó, trong đó có Serka và tay bass người Mexico Luis Guzmán, cũng từ ban nhạc của Down.
Năm 2011, được ca ngợi bởi ca sĩ và nhà sản xuất Lea Ben Sasson, cô bắt đầu thu âm album phòng thu đầu tiên của cô La Velocidad del paisaje, tiền sản xuất bởi Martín Musotto, anh trai của nghệ sĩ nhạc cụ gõ người Argentina Ramiro Musotto. Album cũng có sự tham gia đặc biệt của "Yayo" Serka và Luis Guzmán. Nó được thu âm trực tiếp tại các phòng thu khác nhau ở Montevideo và Buenos Aires, và album gồm 7 ca khúc được viết bởi Mocchi.
Tháng 4 năm 2014, cô đã diễn mở màn cho Paul McCartney tại Estadio Centenario ở Montevideo, là bước ngoặt lớn trong sự nghiệp của cô.
Mocchi là nhà sản xuất điều hành của bộ phim tài liệu Botija de mi país (2013), đề cập đến sự nghiệp của mười nhạc sĩ Uruguay tại Hoa Kỳ, bao gồm José Serebrier, người được đề cử 38 lần cho giải Grammy và 8 lần dành chiến thắng.
Tháng 11 năm 2016, cô phát hành album thứ hai mang tiêu đề Mañana será otro disco, với sự tham gia của Fernando Cabrera, Julián Kartun, Andrés Beeuwsaert và tay violon Christine Brebes. Nó được sản xuất bởi Esteban Pesce.